# Selkäsaaret (ö i Finland, Södra Savolax, Nyslott, lat 61,80, long 28,96)
Selkäsaaret är en ö i Finland. Den ligger i sjön Pihlajavesi och i kommunen Nyslott i  landskapet Södra Savolax, i den sydöstra delen av landet, 280 km nordost om huvudstaden Helsingfors. Öns area är 1,4 hektar och dess största längd är 250 meter i öst-västlig riktning.  Notera att namnet antyder att det är fråga om flera öar.